# 圓桶刀唇介
圓桶刀唇介（学名：Xiphichilus cylindricum）为魚形介科刀唇介屬下的一个种。